# Hyles zygophylli
Hyles zygophylli és una espècie de lepidòpter ditrisi de la família dels esfíngids (Sphingidae), pròpia d'Àsia, des de Turquia fins a la Xina.

## Característiques
Té una envergadura alar d'entre 60 i 75 mm. Vola normalment en dues o tres generacions; en el primer cas, des de finals d'abril fins a mitjans de maig primerament, i després durant juliol i agost; en la segona, la tercera comença a mitjans de setembre. A les zones fredes de muntanya pot ser que només n'hi hagi una, de juny a juliol.
L'eruga arriba a un màxim de 80 mm i és polimòrfica. S'alimenta de Zygophyllum, principalment de Zygophyllum fabago, però també accepta Zygophyllum oxianum i fins i tot altres gèneres com Eremurus o Tribulus.

## Distribució
Es troba a l'est i oest de Turquia, Armènia, l'est de la Transcaucàsia, el Daguestan, el nord de Síria, el nord de l'Iran, el Turkmenistan, el Kazakhstan, l'Uzbekistan, el Tadjikistan, el nord de l'Afganistan, i del nord-est del Kirguizstan fins a Xinjiang, Shaanxi i el sud de Mongòlia. S'ha informat de la seva presència a Romania i hi ha una cita aïllada a Croàcia (es tracta d'un individu a un museu etiquetat com a procedent de Dalmàcia).